# Tanaecia mara
Tanaecia mara är en fjärilsart som beskrevs av Hans Fruhstorfer 1913. Tanaecia mara ingår i släktet Tanaecia och familjen praktfjärilar. Inga underarter finns listade i Catalogue of Life.